# MGM Resorts International
MGM Resorts International – amerykańskie przedsiębiorstwo z siedzibą w Paradise, operujące w branży hotelowo-rozrywkowej. Firma jest właścicielem 18 resortów w USA i jednego w Chinach. W sumie we wszystkich resortach MGM Resorts International znajduje się ponad 51 tys. pokojów, 30 955 maszyn hazardowych oraz 1 832 stołów do gier. 
W lipcu 2023 r. podpisano umowę z amerykańską siecią hotelową Marriott International, w wyniku czego powstała nowa sieć hotelowa pod marką MGM Collection.

## Resorty
Do resortów MGM Resorts International należą:
W Las Vegas:
- Bellagio
- Circus Circus
- CityCenter – własność MGM Resorts w 50%.
- Excalibur
- Luxor
- Mandalay Bay
- MGM Grand Las Vegas
- Monte Carlo
- New York-New York
- The Mirage

W innych miastach
- MGM Grand Detroit w Detroit
- Beau Rivage w Biloxi
- Gold Strike w Tunice
- Circus Circus Reno w Reno
- Gold Strike w Jean
- Railroad Pass w Henderson
- The Borgata w Atlantic City – własność MGM Resorts w 50%.
- Silver Legacy w Reno - własność MGM Resorts w 50%.
- Grand Victoria w Elgin – własność MGM Resorts w 50%.

Do MGM Resorts International należy także 51% udziałów w resorcie MGM Macau w Makau.